# David Buick
David Dunbar Buick est un industriel américain né en Écosse le 17 septembre 1854 et mort le 5 mars 1929, il a donné son nom à une marque de voiture.
Il est né à Arbroath, Angus, Écosse, mais ses parents émigrent aux États-Unis, à Détroit, Michigan lorsqu'il est âgé de deux ans.  À sa sortie de l'école, il travaille comme plombier et invente un système pour joindre la céramique au métal pour les baignoires, mais sa passion consiste à admirer les premiers modèles d'automobiles. En 1902, il fonde la Buick Manufacturing Company mais dès 1903, l'entreprise perd de l'argent ; en 1904 la compagnie en difficulté est reprise par James Whiting qui nomma à la tête de sa nouvelle acquisition l'industriel William Crapo Durant en 1904. La production s'accélère considérablement : 37 véhicules construits en 1903 ; 8 000 en 1907. Le groupe deviendra par la suite General Motors. En 1908, David Buick quitte la société qu'il a créée, n'ayant plus le moindre pouvoir décisionnel, alors qu'elle commence à être rentable.